# 정문술
정문술(鄭文述, 1938년 3월 7일~2024년 6월 12일)은 대한민국 기업인이다. 1983년 벤처기업 미래산업을 창업하였으며, 2001년 경영일선에서 물러났다. 2001년 한국과학기술원(KAIST, 카이스트)에 300억원을 기부하여 2002년 카이스트에 바이오시스템 학과가 신설되었다. 2013년에는 정문술 빌딩이 완공되었다. 2014년 1월, 215억 원을 추가로 기부하였다.

## 학력
- 남성고등학교
- 원광대학교 동양철학 학사
- KAIST 명예공학박사

## 경력
- 대한민국 중앙정보부
- 미래산업 대표이사
- 라이코스 코리아 대표이사
- 한국벤처농업대학 학장
- 국민은행 이사회 의장
- KAIST 이사장

## 저서
- 정문술 (2004). 《아름다운 경영》. 키와채. ISBN 8995525312.
- 정문술 (1998). 《왜 벌써 절망합니까》. 청아출판사. ISBN 8936806092.